# Государ, Цар і Великий князь всієї Русії
Государ, Цар і Великий князь всієї Русії (Др.р. Бж҃їею млⷭ҇тїю, вели́кїй гдⷭ҇рь цр҃ь и҆ вели́кїй ки҃зь всеѧ̀ русїи) — офіційний титул правителя Московського царства.

## Повний титул
Великий князь московський Іван IV Грозний у 1547 році проголосив себе царем і був вінчаний на царство, став вживати титул: 
|  | Великий господарь, Божою милістю цар, Владимирський, Московський, Киевський, Новгородський, цар Казанський, цар Астраханський, господарь Псковський та великий князь Смоленський, Тверський, Югорський, Пермський, Вятцький, Болгарський та інших держав, та великий князь Новагорода Низовської землі, Черніговський» (рос — «Владимерский, Московский, Новгородский, царь Казанский, царь Астраханский, государь Псковский и великий князь Смоленский, Тверский, Югорский, Пермский, Вятцкий, Болгарский и иных государств и великий князь Новагорода Низовския земли, Черниговский). |

Згодом, з розширенням кордонів Московського Царства, до титулу додавались інші монарші домени:  
|  | цар Сибірський, Повелитель та господарь Іверської землі, Карталинських та Грузинських царів та Кабардинської землі, Черкеських, та Горських князів» (рос — «Царь Сибирский, Повелитель и Государь Иверския земли, Карталинских и Грузинских царей и Кабардинския земли, Черкасских и Горских Князей). |

## Список царів
| N  | Портрет | Ім'я                   | Герб | Початок        | Кінець          | Династія                                         | Примітки                                        |
| -- | ------- | ---------------------- | ---- | -------------- | --------------- | ------------------------------------------------ | ----------------------------------------------- |
| 1  |         | Іван Грозний           |      | 17 січня 1547  | 28 березня 1584 | Даниловичі Московські (походять від Рюриковичів) | До 1547 — Великий князь Московський             |
| ~  |         | Симеон Бекбулатович    |      | 1575           | 1576            | Тукатимуриди                                     |                                                 |
| 2  |         | Федір I Іванович       |      | 1584           | 1598            | Даниловичі Московські                            | За регентства Бориса Годунова                   |
| ~  |         | Ірина Федорівна        |      | 16 січня       | 21 лютого 1598  | Годунови                                         | Номінально                                      |
| 3  |         | Борис Федорович        |      | лютий 1598     | 23 квітня 1605  | Годунови                                         |                                                 |
| 4  |         | Федір II Борисович     |      | 23 квітня 1605 | 11 червня 1605  | Годунови                                         |                                                 |
| 5  |         | Дмитрій І              |      | 1605           | 1606            | Даниловичі Московські                            |                                                 |
| 6  |         | Василь IV Іванович     |      | 1606           | 1610            | Шуйські                                          |                                                 |
| 7  |         | Владислав Жигимонтович |      | 19 липня 1610  | 1613            | Ваза                                             |                                                 |
| ~  |         | Філарет Микитович      |      | 1619           | 1633            | Романови                                         | Співправитель сина                              |
| 8  |         | Михайло I Романов      |      | 1613           | 1645            | Романови                                         |                                                 |
| 9  |         | Олексій Михайлович     |      | 1645           | 1676            | Романови                                         |                                                 |
| ~  |         | Олексій Олексійович    |      | 1656           | 1670            | Романови                                         | Співправитель батька                            |
| 10 |         | Федір Олексійович      |      | 8 лютого 1676  | 7 травня 1682   | Романови                                         |                                                 |
| ~  |         | Софія Олексіївна       |      | 1682           | 1689            | Романови                                         | Регент за правління своїх братів Івана та Петра |
| 11 |         | Іван V Олексійович     |      | 1682           | 1696            | Романови                                         |                                                 |
| 12 |         | Петро I                |      | 1682           | 1721            | Романови                                         |                                                 |